# Bimota SB7
La SB7 est un modèle de motocyclette du constructeur italien Bimota.
La SB7, est présentée lors du salon de la moto de Milan de 1993. Elle est construite sous l'égide de l'ingénieur Pier Luigi Marconi.
Le moteur est issu de la Suzuki 750 GSX-R SP. Il délivre 132 chevaux à 10 000 tr/min pour un couple de 8,5 mkg à 9 000 tr/min. Il annonce un rapport de compression de 11,8:1. Il est couplé à une boîte de vitesses à six rapports et un embrayage multidisque en bain d'huile. Les carters sont en magnésium.
Ce moteur à quatre cylindres en ligne à quatre temps à refroidissement liquide est alimenté par une injection électronique conçue en partenariat avec TDD. Les arbres à cames sont remplacés par des modèles plus performants.
Le cadre, de type périmétrique, est nouveau et se compose de deux longerons, à droite et à gauche, en aluminium. Ils relient la colonne de direction et l'axe du bras oscillant. L'usine appelle ce nouveau principe SLC (Straight Line Connection) car les deux longerons forment une ligne absolument droite. La rigidité est accrue, le poids contenu et la machine gagne en compacité. Ce même principe de cadre est utilisé sur la SB6.
L'angle de chasse est réglable et peut varier de 22,5 à 25,5°. La SB7 emporte, de série, un amortisseur de direction.
La fourche télescopique de 46 mm est estampillée Païoli. Elle est réglable en détente, en compression et en précharge. L'amortisseur arrière provient du catalogue Öhlins.
Le freinage est assuré par Brembo avec, à l'avant, deux disques flottants de 320 mm, pincés par des étriers à quatre pistons, et à l'arrière par un unique disque de 210 mm et un étrier à double piston.
La selle autoporteuse est en carbone et en fibre de verre. Elle forme un seul ensemble avec le réservoir.
Bimota a l'ambition de faire briller ses couleurs dans le championnat mondial de Superbike pour 1995. Bimota doit donc commercialiser la SB7 à 200 exemplaires pour pouvoir s'engager.
La SB7 était disponible en blanc, rouge et violet ou en jaune, noir et violet. Il a été vendu 165 exemplaires de la première et 35 exemplaires de la seconde, appelée Final Edition.